# (12476) 1997 EU2
1997 إي يو 2 (ويعرف أيضًا باسم (12476) 1997 إي يو 2 وفق تسمية الكوكب الصغير) (بالإنجليزية: 1997 EU2)‏ هو كويكب ضمن حزام الكويكبات؛ وترتيبه 12476 من حيث الاكتشاف.
اكتُشف هذا الجُرم الفلكي بواسطة تاكاو كوباياشي في 12 فبراير 1997.

## وصلات خارجية
- (12476) 1997 EU2 في قاعدة بيانات مختبر الدفع النفاث لأجرام النظام الشمسي الصغيرة

- الاكتشاف · مخطط المدار ·  العناصر المدارية · المعلمات المادية

- (12476) 1997 EU2 على موقع ويكي سكاي: DSS2, SDSS, GALEX, IRAS, Hydrogen α, X-Ray, Astrophoto, Sky Map, Articles and images